# 82式地上レーダ装置 JPPS-P10
82式地上レーダ装置（はちにしきちじょうレーダそうち）JPPS-P10は、陸上自衛隊で使用されていた富士通が製作していた戦場監視用レーダである。後に地上レーダ装置2号と改称した。

## 構成
- 送受信機 JRT-P12（19.5 kg）[2]
- 三脚架 JLG-P1（8.5 kg）[2]
- 電池箱 JCH-P2（5.6 kg） - リチウム電池。なお自動車用蓄電池も使用できる[2]。
- たい頭受話器 JHS-P1 - ヘッドフォン型レシーバー。2個を備えている[2]。
- 眼鏡 JMX-V1 - 送受信機の側面に設置して、装置の方位角および高低角の設定を行える[2]
- その他ケーブル類

各構成品に分解しての人力担送が可能であり、使用時には、送受信機を三脚上に架して地上に設置する。また整備性向上のため、送受信機はユニット化されている。動作モードとしては、探知モードと捕捉モードがある。